# Geranomyia spangleri
Geranomyia spangleri är en tvåvingeart som först beskrevs av Alexander 1970.  Geranomyia spangleri ingår i släktet Geranomyia och familjen småharkrankar.
Artens utbredningsområde är Dominica. Inga underarter finns listade i Catalogue of Life.